# Список фильмов киностудии «Лендок»
Список фильмов киностудии «Лендо́к», также известной как Ленинградская студия документальных фильмов, включает  произведённые на ней кинофильмы по алфавиту в хронологическом порядке.
С момента создания в 1932 году из отдела хроники петроградской кинофабрики «Севзапкино», Ленинградская студия кинохроники поменяла несколько названий. Во время Великой Отечественной войны с 1942 по 1944 год вместе со студией «Лентехфильм» составляла Ленинградскую Объединённую киностудию научно-технических и хроникально-документальных фильмов. В период с 1968 по 1991 называлась Ленинградской студией документальных фильмов (ЛСДФ). С 1991 года — Санкт-Петербургская студия документальных фильмов (Открытая киностудия «Лендок»).

## 1932—1940

### 1933
1. Двести девяносто миллионов — реж. Василий Беляев

### 1934
1. Ликующий май — реж. Василий Беляев
2. Снежный марш — реж. Павел Паллей

### 1935
1. Ленинград — реж. Василий Беляев
2. Нам 18 лет. Празднование 18-й годовщины Октября в Ленинграде — реж. Василий Беляев

### 1936
1. На далеком берегу — реж. Василий Беляев
2. Победный марш социализма — реж. Василий Беляев, Павел Паллей
3. Праздник в тундре — реж. Василий Беляев
4. Праздник великих побед — реж. Василий Беляев, Павел Паллей,  Б. Фёдоров

### 1937
1. Боевой экзамен — реж. Василий Беляев
2. Семья Заломовых — реж. Василий Беляев

### 1938
1. Город в тундре — реж. Василий Беляев
2. Дворец культуры — реж. Василий Беляев
3. Имени Кирова — реж. Василий Беляев
4. Советские полярные области — реж. Василий Беляев

### 1940
1. Линия Маннергейма — реж. Леонид Варламов, Василий Беляев, Николай Комаревцев, Валерий Соловцов

## 1941—1950

### 1941
1. Все на защиту Ленинграда — реж. Павел Паллей
2. Комсомол в эти дни — реж. Василий Беляев
3. Ордена Ленина семидесятая — реж. Николай Комаревцев
4. Эстонская земля — реж. Василий Беляев; совместно с «Ээсти культуурфильм»

### 1942
1. Город переднего края — Колпино — реж. Мария Клигман
2. Ленинград в борьбе — реж. Роман Кармен, Николай Комаревцев, Валерий Соловцов, Ефим Учитель
3. Мсти, боец! — реж. Валерий Соловцов

### 1943
1. Балтика — реж. Сергей Иванов
2. Боевой путь — реж. А. Егоров
3. В тылу врага — реж. Николай Комаревцев
4. Ладога — реж. Павел Паллей, Валерий Соловцов, Глеб Трофимов
5. Ленинградский комсомол — реж. Павел Паллей
6. Народные мстители — реж. Николай Комаревцев
7. Путь открыт — реж. Сергей Якушев
8. Речь командующего армией генерал-лейтенанта В. П. Свиридова в снайперской школе — опер. Александр Ксенофонтов
9. Снайперы — реж. Сергей Якушев

### 1944
1. 378-я Краснознаменная — реж. Николай Комаревцев
2. 42-я армия — реж. Николай Комаревцев
3. Боевые резервы — реж. Николай Комаревцев
4. Великая победа под Ленинградом — реж. Николай Комаревцев, Павел Паллей, Валерий Соловцов
5. В районе полуострова Сырве
6. Камни вопиют — реж. Сергей Якушев
7. Лагерь смерти Клоога / «Клоога» — лагерь смерти — реж. Сергей Якушев
8. Партизаны Ленинграда — реж. Владимир Гребнёв
9. Петродворец, Пушкин, Павловск — реж. Сергей Якушев
10. Праздник дивизии — реж. Николай Комаревцев
11. Строительство мостов — реж. Олег Иванов

### 1945
1. 1725—1945 гг. Юбилейная сессия Академии наук СССР в Ленинграде — реж. Сергей Якушев
2. Девушки Ленинграда — реж. Мария Доброва
3. Инта — реж. Пресников
4. Ленинград встречает победителей — реж. Валерий Соловцов

### 1946
1. 135 лет ЛИИЖТ — реж. Ефим Учитель
2. Жемчужина Севера — реж. Павел Паллей
3. Канал имени Сталина вступил в строй — реж. Николай Комаревцев
4. Ленинград выбирает — реж. Павел Паллей
5. Нахимовцы — реж. Исаак Аппель
6. Приговор народа — реж. Лидия Киказ

### 1947
1. Большие огни — реж. Мария Доброва
2. Ленинград — реж. Роман Кармен
3. Севастополь — реж. Павел Паллей

### 1948
1. 30 лет ВЛКСМ /Ленинградский комсомол — реж. Адольф Минкин
2. В Сталиногорске / на шахтах Подмосковья — реж. Адольф Минкин
3. Добыча золота в Сибири — реж. Павел Паллей
4. Ивановские текстильщики — реж. Николай Комаревцев
5. Кузбасс — реж. Павел Паллей
6. На озере Байкал — реж. Павел Паллей
7. Школа русской электротехники — реж. Мария Клигман

### 1949
1. Вологде 800 лет — реж. Абрам Народицкий
2. В степном Алтае — реж. Павел Паллей
3. Дни отдыха — реж. Адольф Минкин
4. За отличное качество — реж. Николай Комаревцев
5. Льноводы колхозных полей — реж. Л. Фёдоров
6. Сибирь Советская — реж. Ефим Учитель, Иосиф Посельский
7. Спортивным летом — реж. Николай Комаревцев
8. Школа учителей — реж. Мария Доброва

### 1950
1. 33-й праздник Великого Октября в Ленинграде — реж. Борис Медведев, Ефим Учитель
2. Всенародный кандидат — реж. Валерий Соловцов
3. Выполняй правила безопасности. / Скоростные методы работы — реж. Вениамин Соломоник
4. Досфлот — реж. Павел Паллей
5. Караваевские животноводы — реж. Николай Комаревцев
6. Ленинград голосует — реж. Николай Комаревцев
7. Механизированный леспромхоз — реж. Адольф Минкин
8. Народ чтит память Суворова — реж. Ефим Учитель
9. Наши дети — реж. Ефим Учитель
10. Новый стадион — реж. Ефим Учитель
11. По пути Мичурина — реж. Л. Фёдоров
12. Рационализаторы одного завода — реж. Мария Доброва
13. Сила примера — реж. Ефим Учитель
14. Содружество — реж. Павел Паллей
15. Спортсмены Досфлота — реж. Павел Паллей
16. Старейший русский театр — реж. Вениамин Соломоник
17. Стахановцы Баренцева моря — реж. Л. Фёдоров
18. Шефство мастера — реж. Мария Доброва

## 1951—1960

### 1951
1. В Калининградской области — реж. Ансельм Богоров
2. Водный спорт в ДОСААФе — реж. Николай Комаревцев
3. Дом Культуры на Васильевском острове — реж. Николай Комаревцев
4. Забота Родины — реж. Т. Прокофьева
5. Кировцы — реж. Мария Доброва
6. Ленинградский Дом научно-технической пропаганды — реж. А. Фёдоров
7. Лесной поток — реж. Адольф Минкин
8. Международные спортивные встречи в Ленинграде — реж. Павел Паллей
9. На озере Селигер — реж. Павел Паллей
10. На пограничной заставе — реж. Мария Доброва
11. На полях Карело-Финской ССР — реж. Адольф Минкин
12. На полях Ленинградской области — реж. Ефим Учитель
13. Опыт работы знатной свинарки А. Е. Люсковой  — реж. А. Фёдоров
14. Собирайте дикорастущие — реж. Александр Слободник
15. Совхоз за Полярным Кругом — реж. Валерий Соловцов
16. Сокровищница культуры — реж. Николай Комаревцев
17. Сэкономленные миллионы — реж. Вениамин Соломоник
18. Хочу быть моряком — реж. Николай Комаревцев

### 1952
1. 1-е Мая в городе Ленинграде — реж. Николай Комаревцев
2. Калининские льноводы — реж. Николай Комаревцев
3. Колхоз «Большевик» — реж. Т. Прокофьева
4. Кузнецкие металлурги — реж. Адольф Минкин
5. Молодые моряки — реж. Ефим Учитель
6. На стройках Ленинграда — реж. Лидия Киказ
7. Новаторы — реж. Павел Паллей
8. Первенство Советского Союза по лёгкой атлетике — реж. Валерий Соловцов
9. Передовики животноводства Ленинградской области — реж. А. Фёдоров
10. Передовики сельского хозяйства Ленинградской области — реж. А. Фёдоров
11. Празднование 36-й годовщины Октябрьской социалистической революции в Ленинграде — реж. Ефим Учитель
12. Путь к морю — реж. Ефим Учитель
13. Смена — реж. А. Елихова
14. Юбилей старейшей фабрики — реж. Павел Паллей

### 1953
1. 1-е Мая в городе Ленинграде
2. Авиационные спортсмены — реж. А. Фёдоров
3. В шахтёрском посёлке — реж. Лидия Киказ
4. Возрождение Пулково — реж. А. Елихова
5. Город Калинин — реж. Валерий Соловцов
6. Калинин — Москва — Калинин — реж. Павел Паллей
7. На зимнем стадионе — реж. Валерий Соловцов
8. Новаторы техники — реж. Ефим Учитель
9. Памяти И. В. Сталина /спецвыпуск/ — реж. Павел Паллей
10. Памяти Суворова — реж. Ефим Учитель
11. Переселенцы в Карело-Финской ССР — реж. Адольф Минкин
12. Петрозаводск — реж. Николай Комаревцев
13. Похороны И. В. Сталина — реж. А. Фёдоров
14. Праздник песни в Петрозаводске — реж. Валерий Соловцов
15. Празднование 36-й годовщины Октября в Ленинграде — реж. Валерий Соловцов
16. Сельский киномеханик — реж. Мария Доброва
17. Сельскохозяйственное училище № 19 — реж. Мария Доброва
18. Спартакиада суворовцев — реж. Павел Паллей
19. Стрелковый спорт — реж. Георгий Симонов
20. Траурные митинги памяти И. В. Сталина — реж. Лидия Киказ
21. Школа в лесу — реж. Екатерина Вермишева

### 1954
1. Будь готов — реж. Мария Доброва
2. В часы торговли — реж. Вениамин Соломоник
3. Два вокзала — реж. Адольф Минкин
4. Дружеская встреча — реж. Мария Доброва
5. Колхозные овощеводы — реж. Валерий Соловцов
6. Навстречу весне — реж. А. Фёдоров
7. На конвейере модельная обувь — реж. Николай Комаревцев
8. На стройках из крупных блоков — реж. Павел Паллей
9. Начало пути — реж. А. Елихова
10. Опыт крупноблочного строительства — реж. Павел Паллей
11. Опыт тутаевских свиноводов — реж. Вениамин Соломоник
12. Отважные и сильные — реж. Б. Симонов
13. Передовая свиноводческая ферма — реж. Т. Прокофьева
14. Пребывание шведских кораблей в Ленинграде — реж. А. Фёдоров
15. Рейс мира — реж. Ефим Учитель
16. Речники Северной Двины — реж. Адольф Минкин
17. Рудненская МТС — реж. Леонид Изаксон
18. Трубчевские коноплеводы — реж. Григорий Донец
19. Школьный учебно-опытный участок — реж. Екатерина Вермишева

### 1955
1. 3-я Всесоюзная студенческая спартакиада — реж. Т. Прокофьева
2. Активисты ДОСААФ — реж. Адольф Минкин
3. Активисты оборонной работы — реж. Адольф Минкин
4. В Хибинских горах — реж. Глеб Трофимов
5. Вас ждут новостройки — реж. А. Фёдоров
6. Кировский завод сельскому хозяйству — реж. Павел Паллей
7. Колхоз «Красный Октябрь» — реж. Вениамин Соломоник
8. Ленинградский метрополитен — реж. В. Василенко
9. Люди доброй воли — реж. Ефим Учитель
10. Международные соревнования радистов — реж. Екатерина Вермишева
11. На крайнем севере — реж. Григорий Донец
12. Они знали Маяковского — реж. Екатерина Вермишева
13. По ленинским местам — реж. Валерий Соловцов
14. По новым дорогам — реж. Эдуард Аршанский
15. По Печорской дороге — реж. Адольф Минкин
16. Пребывание английских кораблей в Ленинграде — реж. Валерий Соловцов
17. Приезжайте к нам работать — реж. Вениамин Соломоник
18. Туристы из Франции — реж. Павел Паллей
19. Фестиваль ленинградской молодежи — реж. Екатерина Вермишева
20. Это любят все — реж. А. Фёдоров

### 1956
1. В Баренцевом море — реж. А. Фёдоров
2. В нашем доме — реж. Вениамин Соломоник
3. В селе Мурыгино — реж. Вениамин Соломоник
4. Всесоюзные соревнования гимнастов — реж. Валерий Соловцов
5. Гости из Манчестера — реж. В. Василенко
6. Друзья едут на целину — реж. Екатерина Вермишева
7. Ленинградская спартакиада — реж. Екатерина Вермишева
8. Мастера венгерского цирка — реж. Мария Доброва
9. Мы были в Китае — реж. Григорий Донец, Лидия Киказ
10. На арене артисты Пражского цирка — реж. В. Василенко
11. На берегу Двины — реж. И. Градов
12. На новом велотреке — реж. Валерий Соловцов
13. На оперной сцене — реж. Адольф Минкин
14. Олимпийский матч — реж. А. Рыбакова
15. О тех, кто не слышит — реж. Павел Паллей
16. Опасные соседи — реж. Ольга Жухина
17. Путь к профессии — реж. Валерий Соловцов
18. Советские моряки в Голландии — реж. Валерий Соловцов, Николай Блажков
19. Советские моряки в Швеции и Норвегии — реж. Фёдор Овсянников
20. Соревнования мотоциклистов — реж. В. Василенко
21. Строители кораблей — реж. Георгий Симонов
22. Юные животноводы — реж. Т. Прокофьева
23. Юные конструкторы — реж. Вениамин Соломоник

### 1957
1. Город на Неве — реж. В. Василенко, Валерий Соловцов
2. Медвежий цирк — реж. Екатерина Вермишева
3. Русский характер — реж. Ефим Учитель
4. Человек, опередивший время — реж. Эдуард Аршанский

### 1958
1. Y Международные соревнования незрячей молодежи — реж. Адольф Минкин
2. Богатая осень — реж. Михаил Слуцкий
3. В Москву с песней — реж. Леонид Махнач
4. Верные помощники — реж. А. Фёдоров
5. За 80-й параллелью — реж. А. Вайгачёв, Адольф Минкин
6. Молодость древнего города — реж. Эдуард Аршанский
7. Спартакиада Вооруженных Сил СССР — реж. Лидия Киказ
8. Страницы славы боевой — реж. Вениамин Соломоник
9. У берегов Африки — реж. Вячеслав Гулин

### 1959
1. Город одиннадцати веков — реж. Мария Доброва
2. Дочери России — реж. Ефим Учитель
3. Ижорцы — реж. Николай Комаревцев
4. Новая Болгария — реж. М. Юдин, Г. Генчев
5. Первый рейс — реж. Серафим Масленников
6. Песни летят над Невой — реж. Павел Паллей
7. Подвиг Ленинграда — реж. Валерий Соловцов, Ефим Учитель
8. Рязанские встречи — реж. Лев Данилов

### 1960
1. Великое предвидение — реж. Михаил Авербах
2. На стапелях Адмиралтейского — реж. Николай Комаревцев
3. Яков Михайлович Свердлов — реж. Леонид Изаксон

## 1961—1970

### 1961
1. 12 Спартакиада Вооруженных сил — реж. Ефим Учитель
2. Вторая родина — реж. Леонид Изаксон
3. Далеко на севере — реж. Григорий Донец
4. Палитра — моя жизнь — реж. Мария Доброва
5. Третий Ленинградский праздник песни — реж. Адольф Минкин, Валерий Соловцов
6. Юлия Вечерова — реж. Т. Прокофьева

### 1962
1. Ваш друг Жан-Луи Барро — реж. Леонид Изаксон
2. Встреча с немецким другом — реж. Эдуард Аршанский
3. Георгий Седов — реж. Леонид Квинихидзе
4. Дело стоило того, Джек — реж. Леонид Изаксон
5. Дмитрий Фурманов — реж. А. Фёдоров
6. К новым рубежам — реж. Григорий Донец
7. Огни маяка — реж. Альфред Доббельт
8. Одесса — Сочи — реж. М. Марков
9. Однополчане — реж. Валерий Соловцов
10. Прорыв
11. Эдуардо — реж. Леонид Квинихидзе

### 1963
1. Бенни Гудман в СССР — реж. Григорий Донец
2. Было их тридцать девять — реж. Лев Черенцов
3. В дальние страны — реж. Вячеслав Гулин
4. Внуки Железной — реж. Сергей Киселёв
5. Есть такой городок — реж. Ефим Учитель
6. Здравствуй, Выборгская сторона — реж. Соломон Шустер
7. Интервью с картиной — реж. Адольф Минкин
8. Песни России — реж. Ефим Учитель
9. Совесть призывает — реж. Михаил Авербах
10. Товарищ Серго — реж. Юрий Торгаев
11. У нас ещё лето — реж. М. Марков
12. Четвёртая ледовая — реж. А. Павлов

### 1964
1. 900 незабываемых дней — реж. Валерий Соловцов
2. А потом на Марс — реж. Лев Черенцов
3. Девять дней одного лета — реж. Н. Граник, Е. Лукина
4. Имена их бессмертны — реж. Адольф Минкин
5. Навстречу морю — реж. Леонид Изаксон
6. От имени науки — реж. Михаил Авербах
7. Песня о глобусе — реж. Ольга Жухина
8. Последний пароход — реж. Семён Аранович
9. Путешествие будет приятным — реж. Вячеслав Гулин
10. Сёстры Пресс — реж. Юрий Торгаев
11. Суздаль — страница минувшего — реж. Соломон Шустер
12. Там, над озером — сказка — реж. Николай Комаревцев

### 1965
1. Будни одной стройки — реж. Лефтирис Куфос
2. Вечный бой — реж. Михаил Литвяков
3. Время, которое всегда с нами — реж. Семён Аранович
4. Гордое смирение — реж. Павел Коган
5. Гроссмейстер ринга — реж. В. Логинов
6. Дело Эрвина Шюле — реж. Ефим Учитель
7. Ленинский первомай — реж. Н. Кононов
8. Матросы Авроры — реж. Людмила Лазарева
9. О чём поведали древние мастера — реж. Ольга Жухина
10. Оятские встречи — реж. Юрий Торгаев
11. Палехские сказы — реж. Е. Лукина
12. Рассказы рабочих — реж. Ефим Учитель
13. Рождены в Ленинграде — реж. Н. Кононов
14. С песней по Австрии — реж. Адольф Минкин, Вячеслав Гулин
15. С тобой, Россия — реж. Михаил Авербах
16. Сегодня — премьера — реж. Семён Аранович
17. Спокойная сталь — реж. Павел Коган
18. Счастья тебе, человек — реж. Адольф Минкин

### 1966
1. 15 секунд — реж. Сергей Киселёв
2. Бенц и так далее — реж. Леонид Изаксон
3. В краю белых ночей — реж. Юрий Могилевцев
4. Валдайские этюды — реж. Ефим Учитель
5. Взгляните на лицо — реж. Павел Коган
6. Два дня мая — реж. В. Ефремов, А. Белтов
7. До свидания, мама — реж. Михаил Литвяков
8. Дорога к Чёрному озеру — реж. Юрий Рябов
9. Иду на Внуково — реж. Лефтирис Куфос
10. Испытание — реж. Глеб Трофимов
11. На режиссёрских уроках — реж. Павел Коган
12. Набережная Альма Матер — реж. Валерий Гурьянов
13. Новелла о стекле — реж. Юрий Рябов
14. От Дамаска до Эль-Кувейта — реж. Вячеслав Гулин, Валерий Соловцов
15. Письма с Невского пятачка — реж. В. Логинов
16. Путешествие гигантов — реж. Лев Черенцов
17. Там, где полярные зори — реж. Вячеслав Гулин
18. Трудные ребята — реж. Михаил Литвяков
19. Юрий Толубеев — реж. Михаил Авербах

### 1967
1. 18 моих мальчишек — реж. Валерий Гурьянов
2. А в глазах синева, синева — реж. Лефтирис Куфос
3. Бессмертный огонь — реж. Ефим Учитель
4. Влюблённые среди нас — реж. Лев Черенцов
5. Голоса и судьбы — реж. Леонид Изаксон
6. Итак, финал! — реж. Леонид Изаксон
7. Канун Октября — реж. Юрий Торгаев
8. Классы — реж. Павел Коган
9. Мы — мастера — реж. Михаил Литвяков
10. На страже морских рубежей — реж. Валерий Соловцов, М. Мамедов
11. Наш морской флот — реж. Вячеслав Гулин
12. Переславль-Залесский — колыбель русского флота — реж. Лев Черенцов
13. Серебристые крылья — реж. Вениамин Соломоник
14. Сказ о земле Коми — реж. Юрий Могилевцев
15. Социалистическая революция в России — реж. А. Фёдоров
16. Срочно требуется песня — реж. Станислав Чаплин
17. Твоё щедрое сердце — реж. Ефим Учитель

### 1968
1. Внимание! Начинается посадка
2. Военной музыки оркестр — реж. Павел Коган, Пётр Мостовой
3. Где-то в пустыне жёлтой — реж. Ольга Жухина
4. Город на Севере — реж. Юрий Могилевцев
5. День за днём — реж. Павел Коган
6. Докер — реж. Николай Боронин
7. Коэффициент напряжения — реж. Михаил Литвяков
8. Люди земли Кузнецкой — реж. Михаил Литвяков
9. Мальчишки-девчонки — реж. Людмила Станукинас
10. На поле Бородинском — реж. Михаил Авербах
11. Они живут в других, таких же юных — реж. Михаил Масс
12. Пожар—68 — реж. Глеб Трофимов
13. Позабыть нельзя — реж. Сергей Киселёв
14. Праздник, который всегда с нами — реж. Юрий Могилевцев
15. Российская радуга — реж. Михаил Авербах
16. Российская рапсодия — реж. Михаил Авербах
17. Руки золотые. (Картинки с выставки) — реж. Жика Ристич, Ольга Жухина
18. Солдаты Октября — реж. Жика Ристич, Ольга Жухина
19. Судьбы книг — судьбы людей — реж. Глеб Трофимов
20. Так пусть же Красная — реж. Н. Кононов
21. Тринадцатая Антарктическая
22. Тургенев — реж. Лев Черенцов
23. Углич — реж. Юрий Рябов
24. Флаги над Гаванью — реж. Лефтирис Куфос

### 1969
1. 22 апреля — реж. А. Павлов
2. А завтра в море — реж. Николай Боронин
3. Белый континент — реж. Михаил Литвяков
4. Большой хоккей — реж. Павел Коган
5. Города-братья — реж. Юрий Торгаев
6. Город в осаде — реж. Павел Коган
7. Заполярье — реж. Леонид Изаксон
8. Здравствуй, Россия — реж. Ирина Калинина, Михаил Литвяков
9. Карелия — реж. Лев Черенцов
10. Курс – северо-запад — реж. Вениамин Соломоник
11. Ленинград — реж. А. Санчес
12. Люди земли и неба — реж.  Семён Аранович
13. Назван именем Ленина — реж. Н. Кононов
14. Найти себя — реж. Валерий Гурьянов
15. Обыкновенный городок — реж. А. Фёдоров
16. Павел Серебряков — реж. Людмила Станукинас
17. Поделись своей песней — реж. Семён Аранович, М. Серебренников
18. Посвящение — реж. Виктор Гранин
19. Русские сувениры — реж. Эдуард Шинкаренко
20. Сияние Севера — реж. Леонид Изаксон
21. Тебя, как первую любовь — реж. Ирина Калинина
22. Тёплый снег — реж. Лефтирис Куфос
23. Товарищ милиционер — реж. Николай Боронин
24. Только в море — реж. Юрий Могилевцев
25. Труд, учёба и отдых моряка — реж. Вячеслав Гулин

### 1970
1. 16-я воздушная — реж. Вячеслав Гулин
2. Взятое в путь — реж. Ирина Калинина
3. Вологда, Марии Ульяновой — реж. Леонид Изаксон
4. Встреча с Россией — реж. Ирина Калинина, Михаил Литвяков
5. Встречаются ветераны — реж. Ефим Учитель
6. День переезда — реж. Людмила Станукинас
7. Звёзды выходят на лёд — реж. Ефим Учитель
8. Калуга — колыбель космонавтики — реж. Михаил Авербах
9. Ключи от города — реж. Павел Коган
10. Клятве верны — реж. Глеб Трофимов
11. Компас поколения — реж. Ирина Калинина, Михаил Литвяков
12. На 9-ти параллелях — реж. Юрий Могилевцев
13. На занятиях по гражданской обороне в школе — реж. Юрий Торгаев
14. На повестке дня — реж. Леонид Изаксон
15. Народные таланты — реж. Юрий Рябов
16. Не на лёгких хлебах — реж. Олег Куликов
17. Обновлённая земля — реж. Ольга Жухина
18. Седьмая победа — реж. Павел Коган
19. Три боевых патрона — реж. Валерий Гурьянов
20. Цирк приехал! — реж. Николай Боронин
21. Человек и его корабли — реж. Юрий Калабин

## 1971—1980

### 1971
1. Без срока давности — реж. Михаил Литвяков
2. Беспокойные сердца — реж. Лев Черенцов
3. Большие сражения на маленькой доске — реж. Иосиф Трахтенгерц
4. Бригада — реж. Николай Боронин
5. Вилегодские мужики — реж. Ефим Учитель
6. Всегда с музыкой — реж. Ольга Жухина
7. Встреча на Селигере — реж. Константин Станкевич
8. Вся сталь Абакумова — реж. Николай Обухович
9. За всё в ответе — реж. Олег Куликов
10. И в жару и в стужу — реж. Нелли Снегина
11. Ленинградский Дом Дружбы — реж. Валерий Соловцов
12. Марк Бернес — реж. Людмила Станукинас
13. Мелиораторы — реж. Ольга Жухина
14. Наследники Ломоносова — реж. Юрий Рябов
15. Обыкновенный номер — реж. Николай Боронин
16. Первая должность — реж. Лефтирис Куфос
17. Первые — реж. Павел Коган
18. Планируют машины — реж. Вячеслав Гулин
19. По ту сторону прилавка — реж. Арнольд Карпенко
20. Помнить всегда — реж. Николай Обухович
21. Поправка на красоту — реж. Валерий Гурьянов, Михаил Литвяков
22. Репортаж из кабинета — реж. Юрий Торгаев
23. РСФСР — реж. Юрий Калабин
24. С песней в Финляндию — реж. Вячеслав Гулин
25. Свидание — реж. Виктор Гранин
26. Слушайте сказку — реж. Ирина Калинина, Михаил Литвяков
27. Судья — реж. Юрий Могилевцев
28. Формула шторма — реж. Олег Куликов
29. Чтобы ничего не случилось — реж. Николай Обухович

### 1972
1. Андрей Петров — реж. Людмила Станукинас
2. Быть пешеходом — наука
3. Василий Васильевич — реж. А. Аристархов
4. Второе рождение книги — реж. Иосиф Трахтенгерц
5. Высота Лидии Ивановой — реж. Николай Боронин
6. Граница — реж. Ефим Учитель
7. Депутаты — реж. Иосиф Трахтенгерц
8. Для тебя, человек — реж. Константин Станкевич
9. Дружба – Freundschaft — реж. Ирина Калинина
10. За десять минут до звонка — реж. Г. Халтурин
11. Заводская команда — реж. Валерий Гурьянов
12. Зовущая земля — реж. Лефтирис Куфос
13. Капитанское поле — реж. Валерий Гурьянов
14. Корабли начинаются с имени — реж. Михаил Литвяков
15. Курсанты — реж. Лефтирис Куфос
16. Михаил Иванович Калинин — реж. Лев Черенцов
17. Мы – советский народ — реж. Н. Кононов
18. Мы – солдаты — реж. Юрий Калабин
19. На рельсах истории — реж. Лефтирис Куфос
20. На родине атомной — реж. Юрий Торгаев
21. Не только мальчишки — реж. Виктор Гранин
22. НОТ на Кипе — реж. Николай Обухович
23. Подземные трассы — реж. Нелли Снегина
24. Полёт — реж. Павел Коган
25. Путь к океану — реж. Николай Боронин
26. Рабочий заказ — реж. Олег Куликов
27. Репортаж о кино — реж. Леонид Изаксон
28. Россия, Родина моя — реж. Юрий Калабин
29. Скорый Москва – Ленинград — реж. Николай Обухович
30. Солдат — сын солдата — реж. Олег Куликов
31. Хочу быть рабочим — реж. Леонид Изаксон
32. «Шоколад» — реж. Арнольд Карпенко
33. Эффект объединения — реж. Константин Станкевич

### 1973
1. 25 лет дружбы — реж. Николай Боронин, Матти Кассила
2. 38-й километр — реж. Николай Обухович
3. Большой хлеб России — реж. Ефим Учитель
4. В хоккей играют настоящие мужчины — реж. Олег Куликов
5. Весенней ночью — реж. Николай Боронин
6. Вечер в Кобоне — реж. Николай Обухович
7. Дело, которого могло не быть — реж. Михаил Литвяков
8. Депутат из Вуктыла — реж. Валерий Соловцов
9. До детства обратный билет — реж. Николай Обухович
10. И в праздники и в будни — реж. Иосиф Трахтенгерц
11. Каким быть нашему поселку? — реж. Ольга Жухина
12. Кто будет рядом? — реж. Юрий Калабин
13. Мелодии России — реж. Виктор Гранин
14. Мне о России надо говорить… — реж. Николай Обухович
15. На просторах твоих, Россия — реж. В. Рябцев
16. Наш друг — Максим — реж. Ирина Калинина
17. Необходимый Меньшиков — реж. Нелли Снегина
18. Образование в СССР — реж. Юрий Торгаев
19. Письмо в газету — реж. М. Серебренников
20. Полуостров сокровищ — реж. В. Рябцев
21. Путь к мужеству — реж. А. Аристархов
22. Разрешите пригласить — реж. Нелли Снегина, Лев Черенцов
23. Расскажу вам о радуге — реж. Иосиф Трахтенгерц
24. Рубежи трудовой России — реж. Леонид Изаксон
25. Солнышко (из серии 10 минут по СССР) — реж. Нелли Снегина
26. Такой далекий Север — реж. Олег Куликов
27. Техника безопасности при строительстве метрополитенов закрытым способом — реж. Георгий Афанасьев
28. Трамвай идёт по городу — реж. Людмила Станукинас
29. Физик — реж. Виктор Гранин
30. Это беспокойное студенчество — реж. Михаил Литвяков, Ирина Калинина
31. Япурай – это значит журавли — реж. Юрий Рябов

### 1974
1. Большие хлопоты — реж. Николай Обухович
2. Вологодские свадьбы — реж. Иосиф Трахтенгерц
3. Главная геофизическая — реж. Николай Боронин
4. Гусь Хрустальный — реж. В. Рябцев
5. Даешь 701-й! — реж. Юрий Калабин
6. Дирижирует Юрий Темирканов — реж. Людмила Станукинас
7. Доверие — реж. В. Рябцев
8. Дороги Смоленщины — реж. Юрий Калабин
9. Иван Декун — ленинградский рабочий — реж. Юрий Калабин
10. Игры деловых людей — реж. Адольф Каневский
11. Имя ему — Новгород. (10 минут по СССР) — реж. Алексей Учитель
12. Каждый год в июне — реж. Ирина Калинина
13. КамАЗ-1974. Хроника строительства — реж. Лев Черенцов
14. Ленинградцы в борьбе за мир — реж. Юрий Торгаев
15. Мелодии детства — реж. Николай Кошелев
16. Лето Марии Войновой — реж. Александр Сокуров
17. Огни дружбы — реж. Павел Коган
18. Опасный возраст — реж. Валерий Гурьянов
19. От Байкала до океана — реж. Вячеслав Гулин
20. Охрана труда в СССР — реж. М. Галицкий
21. Послесловие — реж. Валерий Гурьянов
22. Почему человек сеет хлеб — реж. В. Ефремов
23. Седьмая сторонка — реж. Виктор Гранин
24. Сельская новь — реж. Лефтирис Куфос
25. Снилось мальчишке море — реж. Михаил Литвяков
26. Твой след на земле — реж. Юрий Калабин
27. Трудно строить города — реж. Юрий Рябов
28. Что ты делаешь вечером? — реж. Николай Обухович
29. Это наше общее дело — реж. Иосиф Трахтенгерц

### 1975
1. BARATSAG по-русски Дружба — реж. Николай Боронин
2. Анатолий Карпов — реж. Николай Боронин
3. Вечерний разговор — реж. Валерий Гурьянов
4. Вина — вино — реж. Георгий Афанасьев
5. Вслед за горячим ветром — реж. Олег Куликов
6. Депутаты Городского Совета — реж. Людмила Станукинас
7. Добыча торфа в СССР — реж. Иосиф Трахтенгерц
8. Доменщик — реж. Юрий Занин
9. Знаки зодиака — реж. Виктор Петров
10. Золото чёрных лаков — реж. Ирина Калинина
11. Ивановские университеты — реж. Юрий Калабин
12. Инрыбпром-75 — реж. Лев Черенцов
13. Калужские рубежи — реж. Николай Обухович
14. Качество — реж. Виктор Гранин
15. Контрасты — реж. Виктор Семенюк
16. Ленинград, годы и свершения — реж. Ефим Учитель
17. Ленинград город – герой — реж. Ефим Учитель
18. Луначарский, нарком — реж. Павел Коган
19. Марафон — реж. Иосиф Трахтенгерц
20. Особый батальон — реж. Михаил Литвяков
21. Памятник – герой — реж. Ефим Учитель
22. Повод для размышления — реж. М. Серебренников
23. Приглашаются на работу — реж. Виктор Семенюк
24. Профессия без должности — реж. Николай Боронин
25. Путешествие от Одессы до Ленинграда — реж. Юрий Рябов
26. Разбег — реж. Виктор Семенюк
27. Рассказы о советских женщинах — реж. Б. Блиновский
28. Речка моего детства — реж. Валерий Гурьянов
29. С песней по жизни — реж. Олег Куликов
30. Сотый — реж. Г. Емельянов
31. Судьба в твоих руках — реж. М. Серебренников
32. Сын партии — реж. Лев Черенцов, Нелли Снегина
33. Товарищ Кировец — реж. Вячеслав Гулин

### 1976
1. Автомат для формовки колбасных батонов
2. Алевтина Смирнова — реж. Виктор Семенюк
3. В краю Нечернозёмном — реж. Павел Коган
4. В рабочем строю — реж. Юрий Рябов
5. Вернусь в село Никольское — реж. Б. Блиновский
6. Глазами художника — реж. Ефим Учитель
7. Девятая высота — реж. Ирина Калинина, Михаил Литвяков
8. Для блага человека — реж. Б. Блиновский
9. За высокие скорости — реж. Вячеслав Гулин
10. Его звезда — реж. Алексей Учитель
11. Звёздам навстречу — реж. Константин Станкевич
12. Знакомьтесь, королева — реж. Иосиф Трахтенгерц
13. Илья Эренбург — реж. Людмила Станукинас
14. Кандидат в сборную — реж. Олег Куликов
15. Колхоз на Смоленщине — реж. Б. Блиновский
16. Курс — интенсификация — реж. Константин Станкевич
17. Ленинград — колыбель революции — реж. М. Галицкий
18. Моя профессия – гордость моя — реж. Юрий Калабин
19. Николай Тихонов — реж. Нелли Снегина
20. Новаторы — реж. Юрий Калабин
21. Новый город на Волхове — реж. Иосиф Трахтенгерц
22. Обязательство — реж. М. Серебренников
23. Первый трактор — реж. Б. Блиновский
24. Поднять паруса — реж. Виктор Гранин
25. Председатель Малинина — реж. Николай Обухович
26. Разрешите познакомиться — реж. Николай Боронин
27. Свет Волховстроя — реж. Юрий Торгаев
28. Советские банкиры — реж. Виктор Гранин
29. Студенты — реж. Ирина Калинина
30. Трудный поиск — реж. М. Галицкий
31. Тысяча лет и один день — реж. Юрий Калабин
32. Удержись в седле — реж. Сергей Лукьянчиков
33. Учитель труда — реж. Иосиф Трахтенгерц
34. Человек будет жить — реж. Олег Лучинин
35. Я встретил Вас — реж. М. Серебренников

### 1977
1. Автоматическое управление поездами метро — реж. Вячеслав Гулин
2. Горизонты России — реж. Ирина Калинина, Михаил Литвяков
3. Для тех, кто любит кино — реж. Олег Лучинин
4. Дорога к счастью — реж. Валерий Гурьянов
5. Есть такие поводы — реж. Михаил Литвяков
6. Золотая пластинка — реж. Людмила Станукинас
7. И светла Адмиралтейская игла — реж. Ирина Калинина
8. Как дела, товарищ председатель? — реж. Ефим Учитель
9. Корабли Алексея Чуева — реж. Нелли Снегина, Лев Черенцов
10. Кострома — реж. Юрий Калабин
11. Край наш Карелия — реж. Вячеслав Гулин
12. Лебедев крупным планом — реж. Людмила Станукинас
13. Лён цветёт до обеда — реж. Юрий Калабин
14. Моя милиция — реж. Нелли Снегина, Лев Черенцов
15. На Северо-Западе России — реж. Виктор Семенюк
16. Новая квартира — реж. Иосиф Трахтенгерц
17. Ночь разведённых мостов — реж. Николай Обухович
18. Песню дружбы запевает молодёжь — реж. Вильям Рощин
19. Республика наша Коми — реж. Б. Блиновский
20. Сельский библиотекарь — реж. Олег Куликов
21. Случай в бригаде — реж. Евгений Гордиенко
22. Снежная фантазия — реж. Иосиф Трахтенгерц
23. Сто тысяч я — реж. Алексей Учитель
24. Стройка в Заполярье — реж. Виктор Семенюк
25. Тамара Чистякова — реж. Михаил Литвяков
26. Хроника одной осени — реж. Лефтирис Куфос
27. Художник Аркадий Пластов — реж. Юрий Занин
28. Это планерный спорт — реж. Б. Блиновский
29. Янтарь — реж. Вильям Рощин

### 1978
1. Большой азимутальный телескоп — реж. Константин Станкевич
2. В краю Костромском — реж. Виктор Гранин
3. Валдай. Лирический репортаж — реж. Ефим Учитель
4. Владимир Стожаров — живописец — реж. Жанна Романова
5. Добрые соседи — реж. Павел Коган, Юрий Занин
6. Достижения советских рыбоводов — реж. Б. Блиновский
7. И учиться, и дружить — реж. Ирина Калинина
8. Ищу соперника — реж. Николай Боронин
9. Комендантский аэродром — реж. Нелли Снегина
10. Крейсер революции — реж. Вячеслав Гулин
11. Крестьянский двор — реж. Михаил Литвяков
12. Михаил Дудин — реж. Нелли Снегина
13. Молодые депутаты — реж. Иосиф Трахтенгерц
14. Морской флот СССР — реж. Николай Боронин
15. Не кури! — реж. Олег Куликов
16. Нечерноземью – благоустроенную сеть дорог — реж. Константин Станкевич
17. Новгородские встречи — реж. Виктор Семенюк
18. Онего — реж. Валерий Гурьянов
19. Пока не поздно — реж. Олег Лучинин
20. Получаем квалификацию — реж. Евгений Гордиенко
21. Поручается депутату Сергеевой — реж. Нелли Снегина
22. Пьющие дети — реж. Фёдор Малянов
23. Рассказ Тани Верховцевой о нашей Конституции — реж. Вячеслав Гулин
24. С чего начинается год? — реж. Юрий Рябов
25. Считаю необходимым — реж. Виктор Семенюк
26. Уравнение с шестью известными — реж. Виктор Семенюк
27. Художественное творчество миллионов — реж. Виктор Гранин
28. Шаги энергетики — реж. Михаил Литвяков
29. Эти праздники и будни — реж. Михаил Масс
30. Эффективное использование осушенных земель — реж. Олег Роменский

### 1979
1. III Международные соревнования ЮДПД — реж. Георгий Афанасьев
2. Алиса Фрейндлих — реж. Людмила Станукинас
3. Арктика на всю жизнь — реж. Николай Обухович
4. Военные дирижёры — реж. Иосиф Трахтенгерц
5. Встреча на острове — реж. Семён Аранович
6. Город на Сысоле — реж. Виктор Гранин
7. Девять дней и вся жизнь — реж. Юрий Занин
8. Дело № 21 — реж. Ольга Жухина
9. Дорога на Тарногу — реж. Михаил Масс
10. Жизнь после жизни — реж. Михаил Литвяков
11. …И подсобное хозяйство — реж. Олег Роменский
12. Испытать себя — реж. Иосиф Трахтенгерц
13. К кому прилетают аисты — реж. Лефтирис Куфос
14. Карельский фронт. Хроника и воспоминания — реж. Юрий Торгаев
15. Когда я король — реж. Виктор Гранин
16. Ленинградские мотивы — реж. Юрий Занин
17. Международный туризм в СССР — реж. Вильям Рощин
18. Мои комиссары — реж. Ефим Учитель
19. Наука — лесохозяйственному производству — реж. Юрий Калабин
20. Нет пьянству — реж. Олег Лучинин
21. Объединение Электросила — реж. Виктор Семенюк
22. Планы и жизнь. Так мы живём — реж. Вячеслав Гулин
23. Поделись огнём — реж. Юрий Занин
24. Поют самолёты — реж. Михаил Литвяков, Ирина Калинина
25. Приграничная полоса — реж. Олег Лучинин, М. Серебренников
26. Прийти, чтобы остаться — реж. В. Попов
27. Приморье — реж. Лев Черенцов
28. Пуск. Портрет одного события — реж. Алексей Учитель
29. Пять сеансов у скульптора — реж. Юрий Занин
30. Семья Елисеевых — реж. Вячеслав Гулин
31. Сервис — слово деревенское — реж. Нелли Снегина
32. Спортивный калейдоскоп — реж. Иосиф Трахтенгерц

### 1980
1. А. Г. Венецианов и его школа — реж. Жанна Романова
2. Александр Прокофьев — реж. Юрий Калабин
3. Возвращение к жизни — реж. Олег Лучинин
4. Всегда на посту — реж. Георгий Афанасьев
5. Горизонты взаимодействия — реж. Юрий Занин
6. Друг мой — песня — реж. Юрий Занин
7. Земная профессия – космонавт — реж. Евгений Гордиенко
8. Из родников народных — реж. Вячеслав Гулин
9. Их оружие — кинокамера — реж. Константин Станкевич
10. Калуга — родина космонавтики — реж. Вячеслав Гулин
11. Калужский вариант — реж. Ольга Жухина
12. Кантеле — реж. Вильям Рощин
13. Карпов играет с Карповым — реж. Виктор Семенюк
14. Ленинградский фронт. Хроника и воспоминания — реж. Юрий Торгаев
15. Люди ходят по земле — реж. Михаил Масс
16. Над картой СССР — реж. Павел Коган, Людмила Станукинас
17. Начальник солдатского клуба — реж. Юрий Калабин
18. Освобождение Кореи — реж. Нелли Снегина, Лев Черенцов
19. По маршрутам интуриста — реж. Вильям Рощин
20. Подросток, семья, школа — реж. Юрий Рябов
21. Полярники — реж. Георгий Афанасьев
22. Похвала почтовому вагону — реж. Валерий Наумов
23. Представление — реж. Жанна Романова
24. Прикосновение — реж. Людмила Станукинас
25. Противопожарный инструктаж и техминимум — реж. Г. Смольянинов
26. Расцветай, Нечерноземье родное! — реж. Олег Роменский
27. Республика у Полярного круга — реж. Юрий Торгаев
28. России день сегодняшний — реж. Виктор Семенюк
29. Сегодня и ежедневно — реж. Виктор Гранин
30. Семейный портрет — реж. Ирина Калинина
31. Советская Россия — реж. Евгений Гордиенко
32. Специализированный автотранспорт в строительстве — реж. Г. Смольянинов
33. Торговое обслуживание на Олимпиаде — 80 в Ленинграде — реж. Михаил Литвяков
34. Уроки трудного поля — реж. Фёдор Малянов
35. Физкультура — дело семейное — реж. Евгений Голынкин
36. Эти удивительные люди — реж. Николай Боронин

## 1981—1990

### 1981
1. Балтийский ветер — реж. Николай Обухович
2. Ваш Ив. Тургенев. (Избранные письма) — реж. Людмила Станукинас
3. Визит инспектора — реж. Иосиф Трахтенгерц
4. Военная присяга — реж. Юрий Калабин
5. День Советской России — реж. Виктор Семенюк
6. Дмитрий Шостакович. Альтовая соната — реж. Семён Аранович, Александр Сокуров
7. Доброе утро, люди! — реж. Ефим Учитель
8. Докеры — реж. Юрий Торгаев
9. Илья Репин — реж. Д. Давтян
10. Интервью с депутатом — реж. Валерий Гурьянов
11. Корчагинцы — реж. Валерий Гурьянов
12. Ленинградский Дом Дружбы и Мира — реж. Вильям Рощин
13. Метрополитены Советского Союза — реж. Евгений Гордиенко
14. Михаил Врубель. Страници жизни — реж. Николай Боронин
15. Молодые хозяева земли — реж. Вячеслав Гулин
16. Морской узел — реж. Валерий Наумов
17. Мы — довженковцы — реж. Юрий Калабин
18. На благо человека — реж. Вильям Рощин
19. Наш Александринский Пушкинский театр — реж. Жанна Романова
20. Новгород — реж. Эдуард Раненко
21. Обучение национальных кадров — реж. Фёдор Малянов
22. Одноклассники — реж. Иосиф Трахтенгерц
23. Паруса берут ветер — реж. Ада Лазо
24. Первый Прибалтийский. Хроника и воспоминания — реж. Лев Черенцов
25. Под защитой государства — реж. Б. Блиновский
26. Секретный заказ — реж. Павел Коган
27. Скорая медицинская помощь — реж. Олег Лучинин
28. Сохранить на века — реж. Ирина Калинина
29. Союз нерушимый — реж. Нелли Снегина, Лев Черенцов
30. Спасибо! — реж. Лев Черенцов
31. Три портрета — реж. Виктор Гранин
32. Центросоюз — реж. Александр Киселёв, Юрий Рябов
33. Час потехи — реж. Виктор Семенюк
34. Чухломская кадриль — реж. Евгений Голынкин

### 1982
1. Без личной выгоды — реж. Николай Боронин
2. Беспокою Вас — реж. Жанна Романова
3. Вариант А — Б — реж. Иосиф Трахтенгерц
4. Дорогой мира и дружбы — реж. Юрий Занин
5. Интервью на фоне сопок — реж. Лев Черенцов
6. Искусство России — реж. Иосиф Трахтенгерц
7. Лауреаты Ленинской премии — реж. Пётр Солдатенков
8. Ленинград встречает Олимпиаду
9. Народная дипломатия — реж. Юрий Занин
10. Национальные виды спорта в СССР — реж. Виктор Семенюк
11. Призвание учитель — реж. Николай Обухович
12. Свои, совсем особые стихи — реж. Людмила Станукинас
13. Советский диплом — реж. Михаил Литвяков, Ирина Калинина
14. Тыл — реж. Николай Обухович
15. Человек, который стоит передо мной — реж. Пётр Солдатенков
16. Четвёртый Украинский. Хроника и воспоминания — реж. Лев Черенцов

### 1983
1. 25 лет обществу СССР – Япония — реж. Юрий Занин
2. Атомный контур — реж. Александр Киселёв
3. Боевая программа действий — реж. Юрий Торгаев
4. Воспоминания о Павловске — реж. Ирина Калинина
5. Воспроизводство и использование лесных ресурсов — реж. Олег Роменский
6. Годы и судьбы — реж. Михаил Литвяков
7. Город Калинин — реж. Олег Лучинин
8. За синими лесами — реж. Жанна Романова
9. Золотая пластинка-2 — реж. Николай Обухович
10. И каждый вечер в час назначенный — реж. Людмила Станукинас, Владимир Дьяконов
11. Кавалеры ордена Дружбы народов — реж. Евгений Гордиенко
12. Мы из блокады — реж. Ефим Учитель
13. Подъём — реж. Виктор Семенюк
14. Советские журналисты — реж. Ирина Калинина
15. Спасибо донору — реж. Олег Лучинин
16. Фестиваль, фестиваль, фестиваль — реж. Лев Черенцов

### 1984
1. Безумие — реж. Евгений Голынкин
2. В интересах общего дела — реж. Георгий Афанасьев
3. Вадик Репин — реж. Людмила Станукинас
4. Виктор Астафьев — реж. Михаил Литвяков
5. Воздушный хоровод — реж. Иосиф Трахтенгерц
6. Горки Ленинские — реж. Вячеслав Гулин
7. Города-побратимы Ленинград — Дрезден — реж. Жанна Романова
8. Горькие вдовы — реж. Михаил Литвяков
9. Звено в цепи — реж. Андрей Павлович
10. …И простые песни Коми — реж. Иосиф Трахтенгерц
11. Из семейного альбома — реж. Николай Обухович
12. Как водяной инженером стал — реж. Пётр Солдатенков
13. Калевала — реж. Виктор Семенюк
14. Колхоз «Красный маяк» — реж. Николай Обухович
15. Любите ли вы Баха? — реж. Жанна Романова
16. М. Горький. Годы и дни — реж. Ирина Калинина
17. Младший командир — реж. Алексей Учитель
18. Мурманск — реж. Валерий Наумов
19. Новое в лесопилении — реж. Олег Роменский
20. Огород, кооперация, рынок — реж. Юрий Калабин
21. По ленинским местам — реж. Вячеслав Гулин
22. После заката – взлёт — реж. Николай Боронин
23. Преодоление — реж. Алексей Учитель
24. Приглашение в Смоленск — реж. В. Медведев
25. Пропагандист готовится к занятиям — реж. Юрий Калабин
26. Путь к доверию — реж. Юрий Занин
27. Рассказы о советских курортах — реж. Виктор Семенюк
28. Свобода личности — реж. Пётр Солдатенков
29. Секретарь райкома — реж. Вячеслав Гулин
30. Советский метрополитен — реж. Евгений Гордиенко
31. Социальное страхование и профсоюзы в СССР — реж. Олег Лучинин
32. Тайна брака — реж. Виктор Семенюк
33. Танцуют дети Грузии — реж. Олег Куликов
34. Твори, выдумывай, пробуй — реж. Жанна Романова
35. Тогда в 45-м — реж. Юрий Занин
36. Третий Украинский. Хроника и воспоминания — реж. Нелли Снегина
37. Три сезона в несезон — реж. Вильям Рощин
38. Тувинские страницы — реж. Лев Черенцов
39. Туристские маршруты Казахстана — реж. Евгений Гордиенко
40. Уроки истории — реж. Лев Черенцов
41. Физическое воспитание дошкольников — реж. Иосиф Трахтенгерц

### 1985
1. Анна Павлова — реж. Вильям Рощин
2. Арктика — реж. Валерий Наумов
3. Арктика. Фантазия для трубы, оркестра и кинокамеры — реж. Валерий Наумов
4. Верховный Совет СССР — реж. Виктор Семенюк
5. Встречи друзей — реж. Лев Черенцов
6. Глубинка — реж. Валерий Наумов
7. Говори, я услышу — реж. Жанна Романова
8. Дать кровь — спасти жизнь! — реж. Олег Лучинин
9. Дорогами дружбы — реж. Юрий Занин
10. Дорогой Победы — реж. Олег Лучинин
11. Здравствуй, Россия — реж. Юрий Калабин
12. Золотая пластинка-3 — реж. Николай Обухович
13. Золото Зенита — реж. Михаил Литвяков
14. И снова всё сначала — реж. Пётр Солдатенков
15. Идём на рекорд — реж. Иосиф Трахтенгерц
16. Истцы и ответчики — реж. И. Голубева
17. Кампучия строит новую жизнь — реж. Ирина Калинина, Чум Вансон
18. Католики в СССР — реж. Ирина Калинина, Михаил Литвяков
19. Коммунисты Северной Магнитки — реж. Павел Коган
20. Ленинградский сувенир — реж. Михаил Литвяков
21. Механизация и автоматизация в текстильном производстве — реж. Юрий Торгаев
22. Мир отстояли — реж. Георгий Афанасьев
23. …Настоящая фамилия не установлена — реж. Валерий Наумов
24. Образование в СССР — реж. Вячеслав Гулин
25. Общественно-политическая практика — реж. Юрий Калабин
26. Планета Наташа — реж. Алексей Учитель
27. Предприниматели — реж. Виктор Семенюк
28. Приём по личным вопросам — реж. Николай Обухович
29. Путешествие в маленький город — реж. Андрей Павлович
30. Путь к мужеству и мастерству — реж. Юрий Калабин
31. Решать загадки природы — реж. Олег Роменский
32. Салют, Испания! — реж. Юрий Занин
33. Секрет Лауры — реж. Алексей Учитель
34. Спасти священный дар жизни — реж. Михаил Литвяков
35. Спортивное общество Урожай — реж. Иосиф Трахтенгерц
36. Спортивные ритмы — реж. Иосиф Трахтенгерц
37. Тебе одной плету венок — реж. Лев Черенцов
38. Узоры на льду  — реж. Н. Сергеев
39. Уроки жизни — реж. Виктор Гранин
40. Уроки Ялты — реж. Алексей Учитель
41. Фестивалю навстречу — реж. Алексей Учитель
42. Эксплуатация и ремонт специализированных вагонов — реж. Евгений Гордиенко
43. Этика водителя — реж. Георгий Афанасьев
44. Это было недавно… — реж. Нелли Снегина
45. Ярославский портрет — реж. Виктор Семенюк

### 1986
1. Благосостояние села – всеобщая забота — реж. Юрий Калабин
2. Бывший Семёновский плац — реж. Юрий Калабин
3. Вернуть мужа? — реж. Жанна Романова
4. Время вспомнить — реж. Михаил Литвяков
5. Всеволод Кочетов — реж. Николай Ключников
6. Встретимся во дворе — реж. Жанна Романова
7. Глобальный прессинг. Фильм первый — реж. Николай Боронин
8. Города Севера России — реж. Вячеслав Гулин
9. Город великой судьбы — реж. Юрий Занин
10. Горожане на земле — реж. Юрий Калабин
11. Диалоги — реж. Николай Обухович
12. Дом, в котором живёт мечта — реж. А. Якубовский
13. Друзья дома — реж. Николай Боронин
14. Забайкальский фронт. Хроника и воспоминания — реж. Юрий Торгаев
15. Забота о мире — реж. Иосиф Трахтенгерц
16. Закрытие сезона — реж. Владимир Дьяконов
17. Зарисовки на городскую тему — реж. Евгений Гордиенко
18. Золотая пластинка-4 — реж. Николай Обухович
19. Кампучия глазами друга — реж. Ирина Калинина
20. Капитаны дальнего плавания — реж. Иосиф Трахтенгерц
21. Крейсер Аврора — реж. Виктор Гранин
22. Круизы по Волге, Дону и Днепру — реж. Пётр Солдатенков
23. Ленинград — колыбель Великого Октября — реж. Андрей Павлович
24. Межсезонье — реж. Евгений Гордиенко
25. Места обитания — реж. Виктор Семенюк
26. Мы и наша страна — реж. Виктор Семенюк
27. Нарушение и наказание — реж. Георгий Афанасьев
28. Опыты. Записки провинциала — реж. Валерий Наумов
29. Очистка акватории порта. Раздел 1-й Предупреждение и ликвидация разливов нефтепродуктов — реж. Иосиф Трахтенгерц
30. Очистка акватории порта. Раздел 2-й Сбор и очистка загрязненных вод — реж. Иосиф Трахтенгерц
31. Очистка акватории порта. Раздел 3-й Сбор и уничтожение мусора — реж. Иосиф Трахтенгерц
32. Па-де-де под артобстрелом — реж. Владимир Дьяконов
33. Праздники искусства — реж. Пётр Солдатенков
34. Профилактика основных инфекционных заболеваний пушных зверей — реж. Олег Роменский
35. Пушкин. Последний акт — реж. Валерий Наумов
36. Рабочий день России — реж. Павел Коган, Людмила Станукинас
37. Сочи — город здоровья — реж. Олег Куликов
38. Страна Великого Октября — реж. Олег Лучинин
39. Технические виды спорта — реж. Олег Лучинин
40. Трагедии на дорогах — реж. Георгий Афанасьев
41. Урок для взрослых — реж. И. Голубева
42. Художник Угаров — реж. Пётр Солдатенков

### 1987
1. В поисках портрета — реж. Николай Обухович
2. В Союзе едином — реж. Олег Лучинин
3. Вера Панова — реж. И. Голубева
4. Время надежд — реж. Лев Черенцов
5. Время открытий — реж. Евгений Гордиенко
6. Второй Украинский. Хроника и воспоминания — реж. Нелли Снегина
7. Выигрышный билет — реж. Георгий Афанасьев
8. Где же вы теперь… — реж. Ирина Калинина
9. Герцен. В поисках истины — реж. Андрей Павлович
10. Главные города России — реж. Николай Ключников
11. Делегаты — реж. Георгий Афанасьев
12. Женщины науки — реж. Валерий Наумов
13. Жертва вечерняя — реж. Александр Сокуров
14. Журавли летят на Хоккайдо — реж. Юрий Занин
15. За власть Советов — реж. Андрей Павлович
16. Земля Рязанская — реж. Юрий Калабин
17. И ничего больше — реж. Александр Сокуров
18. Изучаем русский язык — реж. А. Якубовский
19. Исток — реж. Валерий Гурьянов
20. Конфликт — реж. Николай Боронин
21. Монолог автомобиля — реж. Георгий Афанасьев
22. Мы изучаем русский язык — реж. Олег Роменский
23. Мы преодолеем — реж. Алексей Учитель
24. Надежда городов мира — реж. Людмила Станукинас
25. Одеть женщину — реж. Николай Ключников
26. Они подружились в СССР — реж. Нелли Снегина
27. Открытый урок — реж. Алексей Учитель
28. Павел Филонов в воспоминаниях современников — реж. Валерий Наумов
29. Профессия — оператор — реж. Павел Коган
30. Равнинные лыжи — реж. Евгений Гордиенко
31. Рок — реж. Алексей Учитель
32. Скоро лето — реж. Павел Коган
33. Сомнение. Воспоминания об отце — реж. Людмила Станукинас
34. Спорт избранных — реж. Иосиф Трахтенгерц
35. Строчка зигзагом — реж. Жанна Романова
36. Токийские встречи за круглым столом — реж. Юрий Занин
37. Фермеры — реж. Виктор Семенюк
38. Фотографии революции — реж. Жанна Романова
39. Хлеб и соль — реж. Михаил Литвяков
40. Храм — реж. Владимир Дьяконов
41. Хранитель (Из биографии академика Орбели) — реж. Ефим Учитель
42. Ялта — реж. Вильям Рощин

### 1988
1. Aluta Continua! (Борьба продолжается!) — реж. Алексей Учитель
2. Corvus Cornix — с латинского ворона — реж. Жанна Романова
3. Африканская охота — реж. Игорь Алимпиев
4. Бесценный дар донора — реж. Олег Лучинин
5. В запасе — реж. Александр Суляев
6. Владимир — реж. Валерий Гурьянов, А. Редькин
7. Где выход из лабиринта? — реж. Ирина Калинина, Михаил Литвяков
8. Даждь нам днесь — реж. Павел Коган, Сергей Скворцов
9. День ратных будней — реж. Юрий Торгаев
10. Дом для Леонардо — реж. И. Голубева
11. Другие люди — реж. А. Александров
12. Дым Отечества — реж. Виктор Семенюк
13. Ещё не всё потеряно. («Глобальный прессинг — II») — реж. Николай Боронин
14. Жажда — реж. Сергей Дебижев
15. Жизнь по лимиту — реж. Николай Обухович
16. Зазеркалье — реж. Виктор Семенюк
17. Золотая шайба — реж. Николай Ключников
18. Испанская коррида. Год 1936 — реж. Юрий Занин
19. Казённая дорога — реж. Виктор Семенюк
20. Кинотехникумы РСФСР приглашают — реж. Иосиф Трахтенгерц
21. Ленинград – город мира и дружбы — реж. Людмила Станукинас
22. Лицо — реж. Юлий Колтун
23. Людские хвори — реж. А. Александров
24. Мария — реж. Александр Сокуров
25. Очищение — реж. Эдуард Соколов
26. Пожарная охрана Ленинграда — реж. Е. Мокеев
27. Постскриптум — реж. Александр Суляев
28. Права — реж. Александр Киселёв
29. Прогулка в горы — реж. Сергей Скворцов, Сергей Литвяков
30. Профессия – обувщик — реж. Олег Роменский
31. «Разведённые мосты» — реж. Юрий Занин
32. Размышления о легкой атлетике — реж. И. Голубева
33. Рио-Ленинград — реж. Валерий Наумов, Карло Рибейро Престес
34. С дружеским визитом — реж. Михаил Литвяков
35. Сибирь. Поиски истины. Фильм первый. Судьбы — реж. Андрей Павлович
36. Сибирь. Поиски истины. Фильм второй. На перепутье — реж. Андрей Павлович
37. Сибирь. Поиски истины. Фильм третий. В пути — реж. Андрей Павлович
38. Слово о Кирилле и Мефодии — реж. А. Якубовский
39. Спортивные клубы рабочих — реж. Олег Лучинин
40. Товарищ старшина — реж. Юрий Торгаев
41. Тысяча лет и три дня — реж. Михаил Литвяков
42. Шрамы войны и раны мира — реж. Юрий Калабин
43. Четвёртый сон Анны Андреевны — реж. Николай Обухович
44. Якутский город Нерюнгри — реж. Юрий Калабин

### 1989
1. Автопортрет с чужими глазами — реж. Вячеслав Мирзоян
2. Англетер — реж. Валерий Балаян
3. Береги здоровье смолоду! — реж. Нелли Снегина, Лев Черенцов
4. Будет — реж. Д. Сидоров
5. В мир горний — реж. Андрей Павлович
6. Возвращение в дом мой — реж. И. Саркисян
7. Возьму твою боль — реж. Юлий Колтун
8. Встречный иск. Наблюдение — реж. Аркадий Рудерман, Юрий Хащеватский
9. Дом на Хоккайдо — реж. Юрий Занин
10. За тайной — реж. К. Митенёв
11. Золотой сонъ — реж. Сергей Дебижев
12. И не кончается строка — реж. Николай Обухович
13. И соединились века — реж. И. Голубева
14. Лосев — реж. Виктор Косаковский
15. Мир хижинам — реж. В. Познин
16. Моление о чаше — реж. А. Александров
17. Наша мама — герой — реж. Николай Обухович
18. Окно в Европу — реж. Михаил Масс
19. От зари до зари — реж. Евгений Гордиенко
20. Паруса надежд — реж. Михаил Масс
21. По местному времени — реж. Сергей Винокуров
22. По пути воина-освободителя — реж. Юрий Торгаев
23. Порог — реж. Александр Суляев
24. Послание к человеку — реж. Ирина Калинина
25. Про жизнь — реж. Андрей Павлович
26. Раскол — реж. Владимир Дьяконов
27. Реабилитация надежд — реж. Эдуард Соколов
28. Речка, мембраны и мы — реж. Юрий Калабин
29. Рождественский круиз — реж. Николай Боронин
30. Советская элегия — реж. Александр Сокуров
31. Соотечественники — реж. Игорь Безруков
32. Состояние — реж. Александр Киселёв
33. СПИД! Предупредить распространение — реж. Олег Лучинин, Л. Борзунова
34. Ты успокой меня — реж. Сергей Дебижев
35. Хроника демонстрации — реж. Дмитрий Желковский
36. Шрапнелью по своим — реж. Иосиф Трахтенгерц
37. Эпицентр — реж. Александр Киселёв
38. Эутаназия — реж. Игорь Безруков

### 1990
1. Advenientes – приходящие — реж. Д. Сидоров
2. Mea culpa. Моя вина — реж. Виктор Семенюк
3. Аврал — реж. Вадим Донец, И. Саркисян
4. Баскетбол — реж. Игорь Безруков
5. Битые камни — реж. А. Горюнова
6. Буги-вуги каждый день — реж. Александр Киселёв
7. Будни Антарктиды — реж. Николай Ключников
8. В семье единой — реж. Вадим Донец
9. Воспоминание о блокаде — реж. Виктор Семенюк
10. Встречи с Карелией — реж. Николай Ключников
11. Где-то возле Огненной Земли — реж. Михаил Литвяков
12. Гласная — реж. Дмитрий Желковский
13. Добро пожаловать в Ленинград — реж. Жанна Романова
14. Ёлы-палы или Митьки в Европе — реж. Алексей Учитель, Ян Хинтиенс
15. Живём! Фильм 1. Лето — реж. Жанна Романова
16. Живём! Фильм 2. Осень — реж. Жанна Романова
17. Живём! Фильм 3. Зима — реж. Жанна Романова
18. Жидкий магнит — реж. Олег Роменский
19. Знай соседа — реж. Юрий Занин
20. Иван Селиванов — реж. Ирина Калинина, Михаил Литвяков
21. Из жизни художника — реж. О. Высоцкая
22. Интербалт – дело совместное — реж. В. Угольников
23. Красное на красном — реж. Сергей Дебижев
24. Мстислав Ростропович. Возвращение — реж. Павел Коган, Людмила Станукинас
25. Муза изгнания — реж. Михаил Литвяков
26. Огненный ангел. Сергей Прокофьев — реж. Александр Суляев
27. Петефи — реж. А. Редькин, И. Надарейшвили
28. Повесть об Оптиной пустыни — реж. А. Якубовский
29. Полёты во сне — реж. Виктор Гранин
30. Политика жизни — реж. Павел Коган
31. Поэма — реж. Валерий Саркисян
32. Поющие колокольчики динь-динь — реж. Александр Суляев
33. Притяжение — реж. А. Александров
34. Прощание — реж. Виктор Семенюк, М. Вершков
35. Пыталово — реж. Владимир Дьяконов
36. Рождественские гадания по Булгакову — реж. Мария Соловцова
37. Россия плюс Франция — реж. О. Высоцкая
38. Сотрудничество на морях и океанах — реж. Иосиф Трахтенгерц
39. Человек – человеку — реж. Олег Лучинин
40. Человек из будущего — реж. Николай Боронин
41. Что такое Ц.В.С. — реж. Юрий Торгаев
42. Чукотский синдром. Фильм второй. Уроки — реж. Андрей Павлович
43. Чукотский синдром. Фильм первый. Край земли — реж. Андрей Павлович

## 1991—2000

### 1991
1. Август в Петербурге — реж. М. Вершков
2. Академия Гражданской авиации — реж. Дмитрий Желковский
3. Балтийское Морское Пароходство. На земле и на море — реж. Михаил Масс
4. Возвращение к себе — реж. Андрей Павлович
5. Времяпрепровождение — реж. Мария Соловцова
6. Даёшь Берлин! Фильм 1. Смоленская дорога — реж. Нелли Снегина, Лев Черенцов
7. Даёшь Берлин! Фильм 2. Большая игра — реж. Нелли Снегина, Лев Черенцов
8. Даёшь Берлин! Фильм 3 Доигрался, подлец — реж. Нелли Снегина, Лев Черенцов
9. День восьмой — реж. Светлана Насенкова
10. Диалог с картиной — реж. Виктор Гранин
11. Зажечь свечу — реж. Ирина Калинина, Михаил Литвяков
12. Записки провинциала. Продолжение — реж. Валерий Наумов
13. Как решить проблему? — реж. Юрий Торгаев
14. Клон — реж. Д. Сидоров
15. Ковчег — реж. С. Насенкова, Андрей Павлович
16. Кому на Руси жить хорошо? — реж. Иосиф Трахтенгерц
17. Концерт для струнного квартета с оркестром — реж. А. Редькин
18. Краски Мстёры — реж. В. Ишутин
19. Морской мост в Европу — реж. Николай Боронин
20. На днях — реж. Виктор Косаковский
21. Она и Город — реж. Сергей Винокуров
22. От Невы до Амура — реж. Николай Ключников
23. Перо Жар-птицы — реж. Александр Киселёв
24. Побудь со мной — реж. О. Высоцкая
25. Размышление о милосердии — реж. М. Вершков
26. Слово о празднике — реж. Борис Линьков
27. Стены Анагора — реж. И. Надарейшвили
28. Строитель Столбун — реж. Светлана Насенкова, Андрей Павлович
29. Тот самый Миллер — реж. М. Эмк

### 1992
1. А в доме топится печь… — реж. О. Высоцкая
2. А в Усть-Цильме – Горка… — реж. Николай Ключников
3. Анафема — реж. Александр Киселёв
4. Беловы — реж. Виктор Косаковский
5. Боже, освети нас лицем твоим — реж. Владимир Дьяконов
6. Город мой тихий и славный — реж. Юрий Торгаев
7. Заброшенный дом — реж. Нелли Снегина, Лев Черенцов
8. Комплекс невменяемости — реж. Сергей Дебижев
9. Мапуля — реж. Николай Ключников
10. Мой убегающий герой — реж. Мария Соловцова
11. Петербургское время — реж. О. Высоцкая
12. Под российским флагом — реж. Михаил Масс
13. Послание к динозаврам — реж. Жанна Романова
14. Пошехонское время — реж. Геннадий Сергеев
15. Пророки в своём Отечестве — реж. Жанна Романова
16. Салют, инопланетяне! — реж. Жанна Романова
17. Санкт-Петербург – морские ворота России — реж. Николай Боронин
18. Семья (Из жизни братьев Стародубцевых) — реж. М. Вершков, В. Морозов
19. Судовая роль — реж. В. Бурцев, Сергей Литвяков, Сергей Скворцов
20. Сумеречное время дня — реж. Александр Суляев
21. Шагреневая кость — реж. Игорь Безруков

### 1993
1. Вальс — реж. Иосиф Трахтенгерц
2. Друг, помолись за меня — реж. Сергей Скворцов, Сергей Литвяков
3. Инженерный замок — реж. Сергей Сараджев
4. Когда наверху — реж. Олег Якушенков
5. На смерть поэта — реж. А. Крайнев
6. Он. Левая часть триптиха — реж. Д. Масс
7. Он. Правая часть триптиха — реж. Д. Масс
8. Он. Центральная часть триптиха — реж. Д. Масс
9. Отрок военный — реж. А. Богатырёв
10. Праздник — реж. Д. Сидоров
11. Родом из Костромы — реж. Валерий Саркисян
12. Чистая вода Петербурга — реж. Д. Сидоров

### 1994
1. Братья Серовы — реж. Д. Сидоров
2. На краю надежды — реж. Т. Калиниченко
3. Стоянка — реж. Сергей Винокуров
4. Фуршет, фуршет — реж. Жанна Романова
5. Южане — реж. Юрий Торгаев

### 1995
1. Ах, у психов жизнь — реж. Лев Черенцов
2. Лесная любовь — реж. Николай Ключников
3. Не о Сталине — реж. Николай Обухович
4. Пародист — реж. Максим Катушкин
5. Талашкино. Княгиня М. Тенишева — реж. Александр Суляев

### 1996
1. Вечный огонь — реж. Сергей Винокуров

### 1997
1. Вид на Николаевский мост с колокольни церкви Успения пресвятой Богородицы — реж. Валерий Наумов
2. Романа — реж. Ансси Мянттяри

### 1998
1. Не птицы — реж. Анна Ганшина
2. Павел и Ляля (Иерусалимский романс) — реж. Виктор Косаковский

### 1999
1. Клерк, министр, президент — реж. Жанна Романова

### 2000
1. Брательники — реж. Глеб Никульский
2. Во, житуха! — реж. Валерий Гурьянов
3. Прекрасное далёко — реж. Надежда Большакова
4. Фарух и Диана — реж. Роза Орынбасарова

## 2001—2010

### 2001
1. Антология — реж. Николай Боронин, Сергей Скворцов, Сергей Ландо, Сергей Литвяков, Жанна Романова
2. Веконачалие — реж. Валерий Наумов
3. По следам Родиона Раскольникова — реж. Николай Макаров
4. Сестра милосердия — реж. Николай Ключников

### 2002
1. Воспоминание — реж. Николай Боронин
2. Гуси, гуси… га-га-га — реж. Анна Соснора
3. Игра в шахматы живыми фигурами — реж. Мария Соловцова
4. Одиночки — реж. Сара Ансон
5. Парус надежды — реж. Юрий Александров

### 2003
1. Genius Loci — реж. Сергей Ландо
2. Анатомия слова — реж. Пётр Кожевников
3. Бешеные табуретки — реж. Александр Киселёв
4. Возвращение — реж. Сергей Винокуров
5. Города в городах — реж. Александр Марков
6. Идущие не в ногу — реж. Надежда Данина
7. Наездницы — реж. Алина Рудницкая
8. Настоящий мужик — реж. Николай Боронин
9. Одя — реж. Эдгар Бартенев
10. Петроградская республика — реж. Денис Нейманд
11. Путь — реж. Светлана Шиманюк
12. Свадьба тишины — реж. Павел Медведев
13. Султан из Одрынок — реж. Виктор Аслюк

### 2004
1. Дети кукурузы — реж. Михаил Железников
2. Еврейское счастье — реж. Александр Гутман
3. Завещание — реж. Евгений Григорьев
4. Излом (События 1944 года) — реж. Светлана Насенкова
5. Крестьянская осень — реж. Иосиф Трахтенгерц
6. Ноев ковчег Виктора Дольника — реж. Николай Обухович
7. Ной — реж. Жанна Романова
8. Последняя сказка — реж. Денис Нейманд
9. Сельские уроки ― реж. Алина Рудницкая
10. Сокуров — реж. Виктор Тихомиров
11. Стеклянный остров — реж. Александр Авилов
12. Фабрика — реж. Сергей Лозница
13. Хранитель Хмелиты — реж. Николай Боронин

### 2005
1. Блокада — реж. Сергей Лозница
2. В реальном времени (Иерусалим, Индия, Камбоджа) — реж. Сергей Дебижев
3. Гражданское состояние — реж. Алина Рудницкая
4. Золотой миф — реж. Ромуальд Макаренко
5. Мне не нужен Голливуд — реж. Сергей Литвяков
6. Полина Осетинская. Наваждение — реж. Виктор Тихомиров
7. Полное погружение — реж. Александр Киселёв
8. Пределы дозволенного — реж. Н. Михайлова
9. Странник — реж. Сергей Карандашов; при участии Федерального агентства по культуре и кинематографии
10. Так устроен белый свет — реж. Виктор Аслюк
11. Финал. Фильм 1. Долгий путь в Германию — реж. Сергей Литвяков, Павел Медведев
12. Финал. Фильм 2. Заграничный поход — реж. Сергей Литвяков, Павел Медведев
13. Финал. Фильм 3. Дорога на Берлин — реж. Сергей Литвяков, Павел Медведев
14. Хайдар, Голиков? — реж. Владимир Хаунин
15. Час ноль — реж. Павел Медведев
16. Эстеты — реж. Жанна Романова
17. Юзверь — реж. Анна Драницына

### 2006
1. Артель — реж. Сергей Лозница
2. В реальном времени (Испания, Италия, Таиланд) — реж. Сергей Дебижев
3. Восемь флагов над Невой — реж. Жанна Романова
4. Женская азбука — реж. Андрей Черпин
5. Игра окончена — реж. Анна Драницына
6. Изолятор — реж. Светлана Насенкова
7. Коллекция номер 1 — реж. Михаил Железников
8. Лёнин конь и Лёня — реж. Иосиф Трахтенгерц
9. На заработки — реж. Пётр Кожевников
10. На третьей от Солнца планете ― реж. Павел Медведев
11. Пелёнки — реж. Максим Якубсон
12. Площадь — реж. Александр Авилов
13. Сарафан — реж. Александра Стреляная
14. Ульяна Лопаткина, или танцы по будням и в праздники — реж. Сергей Ландо
15. Ульянов-Ленин — реж. Ольга Абсолямова, Анастасия Голец
16. Целуй меня — реж. Алина Рудницкая
17. Яптик-Хэсе — реж. Эдгар Бартенев

### 2007
1. Гнездо кукушки — реж. Николай Боронин
2. Как стать стервой — реж. Алина Рудницкая
3. Средний бизнес — реж. Жанна Романова
4. Старая дорога — реж. Александр Киселёв

### 2008
1. ECCE HOMO — реж. Антон Алексеев
2. Будка — реж. Михаил Железников
3. Восхождение ― реж. Павел Медведев
4. Государственные символы России. Герб России ― реж. Павел Медведев
5. Государственные символы России. Гимн России ― реж. Павел Медведев
6. Государственные символы России. Флаг России ― реж. Павел Медведев
7. Когда я выиграю миллион — реж. Анна Драницына
8. Нярма — реж. Эдгар Бартенев
9. Около Пушкина — реж. Валерий Наумов
10. Пастораль — реж. Александр Марков
11. Полярник ― реж. Николай Волков
12. Право переписки — реж. Максим Якубсон
13. Представление — реж. Сергей Лозница
14. Русская мысль. Возвращение — реж. Жанна Романова
15. Русские в еврейской школе. Воспитание толерантности — реж. Иосиф Трахтенгерц
16. Шедевры Эрмитажа — реж. Владимир Птащенко

### 2009
1. Детский джаз — реж. Виола Воробьёва
2. Император, который знал свою судьбу — реж. Роман Ершов
3. Подиум для Золушки — реж. Олег Шандалин
4. Цирк — реж. Ирма Комладзе
5. Шедевры мирового искусства. Императорский Михайловский театр. Санкт-Петербург. Михайловский театр — сокровище Петербурга — реж. Сергей Дебижев
6. Шедевры мирового искусства. Императорский Михайловский театр. Санкт-Петербург. Опера «Русалка» Антонин Дворжак — реж. Сергей Дебижев

### 2010
1. Волшебная пан-флейта Олега Минакова — реж. Николай Боронин
2. Долгая дорога к дому — реж. Александр Киселёв
3. Искусственное покрытие ― реж. Павел Медведев
4. Капсула времени — реж. Анна Драницына
5. На Волге широкой — реж. Жанна Романова
6. На Кавказе растут фиалки — реж. Александр Авилов
7. Полярник — реж. Николай Волков
8. Сказка — реж. Анастасия Копылова
9. Хижина дяди Толи — реж. Светлана Насенкова
10. Хлеб для птицы — реж. Александра Стреляная
11. Я забуду этот день — реж. Алина Рудницкая

## 2011—2020

### 2011
1. К-313 — реж. Максим Катушкин
2. Капитан — всегда капитан — реж. Василий Ковалевский
3. Красный треугольник — реж. Александр Киселёв
4. Лёгкие люди — реж. Юлия Миронова
5. Маттиола пахнет духами — реж. Михаил Железников
6. Над серыми перилами — реж. Светлана Насенкова
7. На приём к чиновнику — реж. Алина Рудницкая
8. Петербургские куклы — реж. Сергей Ландо
9. Под шум Белого моря — реж. Иосиф Трахтенгерц
10. Поморы — реж. Александра Стреляная
11. После войны напомни, расскажу… — реж. Анастасия Копылова
12. Репка — реж. Виола Воробьёва
13. Сергей Курёхин — человек, который изменил мир — реж. Сергей Дебижев
14. Фотограф — реж. Надежда Абрамова
15. Хальмер-Ю — долина жизни — реж. Юлия Миронова

### 2012
1. В начале будет Слово… — реж. Алексей Гавриленко
2. Волосы — реж. Анна Драницына
3. Заброшенный мир, или Опять они поют — реж. Владимир Хаунин
4. Лоцман во времени — реж. Александр Киселёв
5. Письма в Россию — реж. А. Алексеев (А. Кащенко)
6. Продавец лимонов — реж. Максим Якубсон

### 2013
1. Как найти мужчину — реж. Алина Рудницкая
2. Кем быть? — реж. Анастасия Копылова[3]
3. Кинохроника в реальном времени — реж. Н. Михайлова
4. На краю света — реж. Ирма Комладзе
5. Няжки — реж. Василий Ковалевский[4]
6. Прозрение — реж. Иван Котельников[5]
7. Простите, я чувствую — реж. Иван Котельников
8. Родная кровь — реж. Алина Рудницкая
9. Русский сон — реж. Сергей Дебижев
10. Чародей — реж. Василий Ковалевский

### 2014
1. Академические хроники — реж. Светлана Насенкова
2. Камчатка — лекарство от ненависти — реж. Юлия Миронова
3. Няжки-2 — реж. Денис Кузьмин[6]
4. Пассажиропоток — реж. Анна Драницына
5. Петербург глазами клоуна — реж. Василий Ковалевский
6. Последний рыцарь империи — реж. Сергей Дебижев
7. Сирин — реж. Сергей Ландо[7]
8. Цена победы — реж. И. Бортников, З. Петрова, М. Сычёва, Р. Дунешенко, Д. Маркевич
9. Цурцула — реж. Алексей Николаев
10. Я памятник… — реж. Валерий Наумов

### 2015
1. Вне — реж. Максим Мирошниченко
2. Гимн Великому городу — реж. А. Ефимов, Сергей Дебижев
3. Девочки — реж. Мария Поприцак
4. Завтра утром — реж. Дарья Крылова, Андрей Майовер[8]
5. Моя тайная страна — реж. Мария Поприцак
6. Наука и жизнь — реж. Алина Рудницкая

### 2016
1. Анатомия измены — реж. Николай Дрейден
2. Веники еловые — реж. Елена Хрусталёва[9]
3. Веники еловые-2 — реж. Елена Хрусталёва[10]
4. Два имени одного города — реж. Таисия Решетникова
5. Мост — реж. Анна Драницына
6. Няжки-3 — реж. Денис Кузьмин[11]
7. Рабочая неделя. Воскресенье — выходной! — реж. Анастасия Копылова[12]
8. Родные люди — реж. Лидия Шеина
9. Ушастики — реж. Денис Кузьмин[13]
10. Ушастики-2 — реж. Денис Кузьмин[14]

### 2017
1. Быть народом! — реж. Юлия Миронова
2. Жизнь вечная — реж. Алексей Тельнов
3. Летяево — реж. Елена Хрусталёва
4. Наша Африка — реж. Александр Марков
5. Небесный Тапёр — реж. Сергей Ландо
6. Ночные дежурства — реж. Анна Рудикова
7. ПреКрасная Шапочка — реж. Денис Кузьмин
8. Раскалённый хаос — реж. Сергей Дебижев
9. Россия. Нам 25 лет — реж. Ангелина Голикова
10. Территория успеха — реж. Илья Зверев, Дмитрий Вологдин

### 2018
1. Балкон Европы — реж. Даля Цибаускайте
2. Большое приключение маленького динозаврика — реж. Вероника Толбина
3. Облепиховое лето — реж. Виктор Алфёров
4. Повесть о настоящем Фиссоне — реж. Светлана Насенкова
5. Пока пчёлы спят (БОЧЕВО) — реж. Илья Желтяков
6. ПреКрасная Шапочка-2 — реж. Денис Кузьмин
7. Я так люблю тебя, мама — реж. Светлана Печеных, Анна Рудикова

### 2019
1. Асуанский дневник — реж. Александр Марков
2. Внутренний мир — реж. Дмитрий Синов
3. Дебаркадеры ― реж. Мария Мурашова
4. Дом № 6 — реж. Юлия Фалина
5. Область высокого полёта — Виталий Капитонов, Алексей Тельнов
6. Потерянный плацкарт Сергея Скворцова — реж. Сергей Ландо
7. Пустые страницы — реж. Мария Поприцак
8. Хоутскари — реж. Ольга Золикова

### 2020
1. Блоха — реж. Илья Желтяков
2. Внутренний мир-2 — реж. Дмитрий Синов
3. К. Станиславский. Жажда жизни — реж. Юлия Бобкова
4. Ключ времени — реж. Алексей Тельнов
5. Летуны ― реж. Анна Каторина
6. Осторожно, дети! — реж. Анна Сичинская
7. ПреКрасная Шапочка-3 — реж. Денис Кузьмин
8. Эхо Блокады — реж. Елена Бовтюнь

## 2021—2030

### 2021
1. Арно — реж. Дальмира Тилепберген[15]
2. Архипелаг — реж. Алексей Тельнов, Михаил Малахов (мл.)
3. Высокая мода осознанного потребления — реж. Светлана Печеных[16]
4. Спиной к финишу — реж. Осип Богданов
5. Ягодник — реж. Илья Желтяков

### 2024
1. Золото Умальты — реж. Андрей Богатырёв

## Киножурналы
- Ленинградский киножурнал (1943—1955)
- Ленинградская кинохроника (1956—1993)
- Наш край (1950—1993)
- Новости недели (1954)
- Панорама (1981—1993)
- Парма Ёль (1990—1992)
- По Карело-Финской ССР (1952—1956)
- Санкт-Петербургская кинохроника (1994—2001)
- Северные зори (1981—1993)
- Северный Кавказ (1954)
- Северный киножурнал (1949—1952)
- Советская Карелия (1950—1993)
- Советская Россия (1986—1991)